# آخرین چاره (فیلم ۲۰۲۶)
آخرین چاره (به انگلیسی: The Last Resort) یک فیلم کمدی رمانتیک آماده اکران محصول  سینمای فیلیپین به کارگردانی دونالد پتری و نویسندگی کارن مک‌کولا است. در این فیلم دیزی ریدلی، آلدن ارنرایک، تیا کریر و سم نیل ایفای نقش می‌کنند.
‌در حال حاضر فیلم «آخرین چاره» قرار است فوریه ۲۰۲۶ اکران شود.

## داستان
‌یک مدیر اجرایی هتل به نام بروک (ریدلی) برای یافتن مکان‌های تفریحی به فیلیپین فرستاده می‌شود. در آنجا او با یک خلبان چارتر جذاب به نام بن (ارنرایک) آشنا می‌شود. او باید تصمیم بگیرد که آیا به خانه برگردد یا با بن بماند.

## ساخت
فیلمبرداری در ۲۸ مه ۲۰۲۵ به پایان رسید و بازیگران در ۲۷ مه ۲۰۲۵ در پاسیگ جشنی به مناسبت پایان فیلمبرداری برگزار کردند.